# ویک چو
ویکتور چو (انگلیسی: Victor Chou; چینی سنتی: 周渝民; پین‌یین: Zhōu Yúmín; Pe̍h-ōe-jī: Chiu Jû-bîn؛ زادهٔ ۹ ژوئن ۱۹۸۱) بازیگر و خواننده اهل تایوان است. او در آثاری همچون نجات ژنرال یانگ و طوفان اس ایفای نقش کرده است.